# Napoleon (Észak-Dakota)
Napoleon település az Amerikai Egyesült Államok Észak-Dakota államában, Logan megyében, melynek megyeszékhelye is. Lakosainak száma 749 fő (2020. április 1.).

## Népesség
A település népességének változása:

| 2010 | 792 |
| 2020 | 749 |